# 江州镇
江州镇，是中华人民共和国广西壮族自治区崇左市江州区下辖的一个乡镇级行政单位。

## 行政区划
江州镇下辖以下地区：
江州社区、板备村、保安村、板麦村、卜松村、卜驮村、渠座村、渌留村、那贞村、咘哝村、板崇村和那么村。